# Anthophora mediozonata
Anthophora mediozonata är en biart som beskrevs av Laboulbene 1870. Anthophora mediozonata ingår i släktet pälsbin, och familjen långtungebin. Inga underarter finns listade i Catalogue of Life.